# Matice česká
Matice česká je osvětová organizace při Společnosti Národního muzea, dříve také nakladatelský podnik pro vydávání české literatury, překlady děl cizích autorů. Sdružuje zájemce o historii, kulturu a Národní muzeum. Pořádá přednášky, výstavy, exkurze a zájezdy. 

## Historie
Matice česká vznikla v roce 1830, ve třetím období českého národního obrození, při Společnosti Národního muzea. Obvykle se za datum jejího založení považuje až začátek veřejného působení, 1. leden 1831, kdy vydala provolání Vlastencům naší národní literatury milovným. Hlavním iniciátorem myšlenky jejího vzniku byl historik František Palacký a další čeští vlastenci, usilující o povznesení českého jazyka. Signatáři prvního provolání byli dále Josef Jungmann, Jan Svatopluk Presl a kníže Rudolf Kinský. Druhé provolání Matice české z 3. března 1831 sepsal profesor Josef Chmela. V něm již byl zakotven roční členský příspěvek 50 zlatých (na svou dobu poměrně značný), který měl být využit k vydavatelské činnosti. Mezi významné členy patřili například Jan Nepomuk František hrabě Harrach nebo Kašpar Šternberk.
V roce 1888 se mezi dopisující členy zařadil Josef Štěpánek, historik, středoškolský profesor a spisovatel. Zakladatelem byl P. Jan Hraběta, dvorní kaplan a profesor na katolickém gymnáziu v Drážďanech. V 90. letech 20. století byl předsedou matice Bořivoj Petrák.